# 同色小檗
同色小檗（学名：Berberis concolor）为小檗科小檗属的植物，其种加词“concolor”意为“同色的”。中国特有植物。分布在中国大陆的云南等地，生长于海拔2,300米至3,600米的地区，多生在沟边灌丛中，目前尚未由人工引种栽培。